# Чемпионат Москвы по футболу 1915
Чемпионат Москвы по футболу 1915 стал VI первенством, организованным Московской футбольной лигой (МФЛ).
Турнир главных команд (Класс «А») носил название Кубок Фульда.
Чемпионом впервые стал клуб «Новогиреево».

## Организация и проведение турнира
В этом сезоне МФЛ вернулась к лиговой системе проведения турнира, сложившейся к 1913 году: в классе «А» по результатам турнира того сезона должно было быть 6 клубов (седьмой клуб — «Британский» КС — прекратил выступления с началом войны). Однако выходец из класса «Б» МКЛС отказался от участия ввиду кадровых и организационных проблем, и первенство в классе «А» разыграли всего пять клубов.
Как и ранее, каждый из клубов мог выставить по три команды (в реальности же «морозовцы» решили младшие команды не выставлять: II и III команд было только по четыре), которые разыграли традиционные кубки для команд класса «А» (Фульда, Вашке и Миндера).
В классе «Б» за кубок Мусси соревновались пять клубов (по пять I и II команд, три III команды).
МФЛ взяла под свою опеку и соревнования всех прочих клубов: они получили наименование «члены-соревнователи» и также проводили свое первенство под эгидой лиги: здесь участвовали десять клубов (десять I команд в двух подгруппах и четыре II команды).
Таким образом, всего в чемпионате на восьми соревновательных уровнях приняли старт 40 команд, представлявшие 20 клубов.
На высшем уровне (I команды класса «А») участвовали 5 команд
- КС «Орехово»
- «Сокольнический» КЛ
- «Замоскворецкий» КС
- КФ «Сокольники»
- «Новогиреево»

По итогам первенства был предусмотрен обмен между классами: победитель в классе «Б» и неудачник класса «А» должны были проводить матч за право участия в классе «А» на будущий год. Однако в текущем сезоне, ввиду отказа МКЛС от участия, он автоматически покидал класс «А», и претендент получал повышение уровня без игры (тем не менее, указанный матч был проведен как «выставочный»).

## Ход турнира (I команды класса «А»)
Чемпионат стартовал 6 августа. Игры прошли в два круга.
В отличие от всех предшествующих первенств, этот турнир получился на редкость остросюжетным: до последних минут заключительных матчей все (!) команды сохраняли шансы на чемпионство — была вполне реальна ситуация, когда они набрали бы на финише одинаковое количество очков и по регламенту (дополнительный матч между претендентами на чемпионское звание без учёта дополнительных показателей) турнир пришлось бы переигрывать заново.
Чемпионат начался с инцидента, потребовавшего рассмотрения комитетом лиги: в самом первом матче «Новогиреево» с «Замоскворецким» КС (2:2) последний использовал незаявленных игроков и за нарушение регламента ему было засчитано поражение. Однако новогиреевцы на вершине таблицы пробыли недолго: включившиеся со второго тура в борьбу «морозовцы» нанесли им домашнее поражение и, победив затем ЗКС, «традиционно» захватили лидерство. Никто тогда не мог предположить, что следующую (и последнюю) победу в матче чемпионата они смогут одержать только через месяц в предпоследнем туре. За это время лидировали и КФ «Сокольники», и снова новогиреевцы, и, вроде бы прочно занимавший поначалу последнее место «Замоскворецкий» КС, вдруг начавший выигрывать одну встречу за другой, и опять новогиреевцы. В предпоследнем туре их принимал КСО и буквально разгромил — 6:1. Отличная игра «морозовцев» была омрачена вмешательством в судейство матча президента КС «Орехово» Гарри (или, как его именовали «по-православному», Андрея Васильевича) Чарнока, буквально выскочившего в один из моментов на поле и заставившего сначала судью отменить удаление одного из игроков КСО и вернуть его в игру, а затем оскорбившего капитана «Новогиреево» Бориса Чеснокова, обратившегося за разъяснениями к арбитру. Не считая себя вправе поддаваться на провокации во время матча, Б. Чесноков вынес позднее протест на обсуждение комитета лиги (на которое Г. Чарнок не счел нужным явиться, при этом он сам подал встречную жалобу на имя губернатора). В конце концов, после долгих разбирательств, Б. Чесноков смог только объявить, что заочно «дает господину Чарноку за его действия пощечину», поскольку МФЛ, обычно весьма суровая к нарушителям регламента, не посчитала возможным что-либо предпринять в данном конкретном случае, когда формально частное лицо вмешалось в проведение матча под её эгидой.
Таким образом, перед последним туром «Новогиреево», КС «Орехово» и «Сокольнический» КЛ имели по 8 очков, КФ «Сокольники» и «Замоскворецкий» КС по 6. Предстояли матчи КС «Орехово» — КФ «Сокольники» и «Замоскворецкий» КС — «Новогиреево». В Орехово случилась трагедия: автогол многолетнего лидера команды Андрея Акимова надломил команду и она уступила КФС. Новогиреевцы также уступали после первого тайма ЗКС, но во втором тайме вдохновенная игра команды и её лидеров Павла Канунникова, Бориса Чеснокова и Сергея Бухтеева позволила переломить ход игры и победить в матче и в первенстве.

### Турнирная таблица
| № | Команды             | 1       | 2       | 3       | 4       | 5       | В | Н | П | М       | О  |
| - | ------------------- | ------- | ------- | ------- | ------- | ------- | - | - | - | ------- | -- |
|   | «Новогиреево»       |         | 0:2 1:6 | 3:0 0:3 | 2:1 3:0 | +:- 4:2 | 5 | 0 | 3 | 13 — 14 | 10 |
|   | КС «Орехово»        | 6:1 2:0 |         | 3:4 1:1 | 0:2 2:2 | 2:1 2:4 | 3 | 2 | 3 | 18 — 15 | 8  |
|   | «Сокольнический» КЛ | 3:0 0:3 | 1:1 4:3 |         | 1:2 1:1 | 1:0 1:2 | 3 | 2 | 3 | 12 — 12 | 8  |
| 4 | КФ «Сокольники»     | 0:3 1:2 | 2:2 2:0 | 1:1 2:1 |         | 4:3 0:3 | 3 | 2 | 3 | 12 — 15 | 8  |
| 5 | «Замоскворецкий» КС | 2:4 -:+ | 4:2 1:2 | 2:1 0:1 | 3:0 3:4 |         | 3 | 0 | 5 | 15 — 14 | 6  |

### Матчи
| 6 авг | «Новогиреево» | 2:2 | «Замоскворецкий» КС                    | Новогиреево                        |
| |               |     | - 2:1′ Житарев - 2:2′ (пен.) Н.Никитин | Стадион: поле НСО Судья: П.Заботин |
| Новогиреево: Данилов - Н.Коротков, Воронцов - А.Бухтеев, Б.Чесноков, Фендт - Яковлев, С.Бухтеев, В.Леонтьев, Канунников, Залышкин «Замоскворецкий» КС: Губин - Эйдж, С.Сысоев - М.Романов, Н.Никитин, П.Лавров - ..., ..., Житарев, ..., ... |               |     |                                        |                                    |

| 6 авг | КФ «Сокольники» | 1:1 | «Сокольнический» КЛ | Москва                                               |
| |                 |     |                     | Стадион: поле СКС Зрителей: ~2 000 Судья: И.Керцелли |
| КФ «Сокольники»: Фаресов - Свешников, Макарьевский - С.Смирнов, А.Филиппов, В.Филиппов - Н.Денисов, Борисов, Махлин-III, А.Петров, М.Денисов «Сокольнический» КЛ: Евстафьев - Савин, Тяпкин - Рогов, Бункин, Скворцов - Багров, Мартынов, В.Ратов, Васильев, Воронин |                 |     |                     |                                                      |

| 9 авг | КС «Орехово»                  | 2:0 | «Новогиреево»           | Новогиреево                        |
| | - 1:0′ (пен.) - Л.Золкин 2:0′ |     | - С.Бухтеев 0:0' (пен.) | Стадион: поле НСО Судья: С.Булычев |
| КС «Орехово»: Матрин - Куликов, Шелобанов - Смирнов, Жаворонков, А.Степанов - Перницкий, МкДональд, С.Андреев, Графов, Л.Золкин |                               |     |                         |                                    |

| 9 авг | КФ «Сокольники» | 4:3 | «Замоскворецкий» КС | Москва                                |
| |                 |     |                     | Стадион: поле СКС Судья: К.Пустовалов |
| КФ «Сокольники»: Фаресов - И.Иванов, Свешников - С.Смирнов, А.Филиппов, В.Филиппов - Борисов, М.Денисов, А.Петров, Плотников, Махлин-III «Замоскворецкий» КС: Губин - Эйдж, С.Сысоев - М.Романов, П.Лавров, Федоров - К.Васильев, Гловадский, Алексеев, Житарев, Каширин |                 |     |                     |                                       |

| 15 авг | «Новогиреево»     | 3:0 | «Сокольнический» КЛ | Новогиреево                        |
| | - Н.Коротков 3:0′ |     |                     | Стадион: поле НСО Судья: П.Заботин |
| Новогиреево: Данилов - Н.Коротков, Воронцов - А.Бухтеев, В.Леонтьев, Б.Чесноков - С.Архангельский, С.Бухтеев, Чижов, Канунников, Залышкин «Сокольнический» КЛ: Евстафьев - Савин, Тяпкин - Бункин, Скворцов, Попович - Багров, Мартынов, В.Ратов, Васильев, Воронин |                   |     |                     |                                    |

| 15 авг | КС «Орехово»                 | 2:1 | «Замоскворецкий» КС | Орехово-Зуево                            |
| | - Л.Золкин ~40′ - Графов 90′ |     | - 5′                | Стадион: парк Морозовых Судья: Н.Никитин |
| КС «Орехово»: Матрин - Куликов, Бейт - МкДональд, Жаворонков, А.Степанов - Перницкий, С.Андреев, Ходин, Графов, Л.Золкин «Замоскворецкий» КС: ... М.Романов, С.Сысоев ... |                              |     |                     |                                          |

| 16 авг | «Сокольнический» КЛ                     | 4:3 | КС «Орехово»         | Орехово-Зуево                             |
| | - Мартынов - В.Ратов - Воронин - (пен.) |     | - С.Андреев - (пен.) | Стадион: парк Морозовых Судья: И.Керцелли |
| «Сокольнический» КЛ: Евстафьев - Савин, Тяпкин - Бункин, Скворцов, Горяинов - Багров, Мартынов, В.Ратов, Васильев, Воронин КС «Орехово»: Туранов - Куликов, Бейт - МкДональд, Жаворонков, А.Степанов - Перницкий, С.Андреев, Ходин, Графов, Л.Золкин |                                         |     |                      |                                           |

| 16 авг | «Новогиреево»                                     | 3:0 | КФ «Сокольники» | Москва                          |
| | - С.Архангельский - Канунников - С.Бухтеев (пен.) |     |                 | Стадион: поле СКС Судья: А.Леви |
| Новогиреево: Данилов - Н.Коротков, Воронцов - Круглов, В.Леонтьев, Б.Чесноков - С.Архангельский, С.Бухтеев, Чижов, Канунников, Залышкин КФ «Сокольники»: Фаресов - И.Иванов, Свешников - С.Смирнов, С.Филиппов, Федоров - Н.Денисов, Борисов, Плотников, А.Петров, М.Денисов |                                                   |     |                 |                                 |

| 23 авг | КФ «Сокольники» | 2:2 | КС «Орехово»          | Москва                                 |
| | - А.Петров      |     | - 13′ - 87′ МкДональд | Стадион: поле СКС Судья: И.Савостьянов |
| КФ «Сокольники»: Фаресов - Соколов, Свешников - С.Смирнов, С.Филиппов, Сумеркин - Макарьевский, Борисов, Плотников, А.Петров, М.Денисов КС «Орехово»: Матрин - Куликов, Шелобанов - Бейт, Жаворонков, А.Степанов - Перницкий, С.Андреев, МкДональд, Графов, Л.Золкин |                 |     |                       |                                        |

| 23 авг | «Замоскворецкий» КС | 2:1 | «Сокольнический» КЛ | Москва                                |
| |                     |     |                     | Стадион: поле ЗКС Судья: К.Пустовалов |
| «Замоскворецкий» КС: Губин - Н.Никитин 80', С.Сысоев - М.Романов, Эйдж, П.Лавров - Гловадский, Алексеев, К.Васильев, Житарев, К.Блинков · «Сокольнический» КЛ: Евстафьев - Григорьев, Тяпкин - Бункин, Скворцов, Горяинов - Багров, Мартынов, В.Ратов, Васильев, Воронин |                     |     |                     |                                       |

| 29 авг | «Замоскворецкий» КС | 4:2 | КС «Орехово» | Москва                                              |
| |                     |     |              | Стадион: поле ЗКС Зрителей: ~1 500 Судья: С.Булычев |
| «Замоскворецкий» КС: В.Лапшин - Н.Никитин, Эйдж - М.Романов, Россиус, П.Лавров - К.Васильев, Переслыгин, Житарев, Алексеев, Гловадский КС «Орехово»: Матрин - Куликов, Бейт - Смирнов, Жаворонков, А.Степанов - Перницкий, С.Андреев, МкДональд, Графов, Л.Золкин |                     |     |              |                                                     |

| 29 авг | КФ «Сокольники» | 2:1 | «Сокольнический» КЛ | Москва                                         |
| | - А.Петров      |     |                     | Стадион: СКС Зрителей: ~1 500 Судья: Н.Ермаков |
| КФ «Сокольники»: Фаресов - И.Иванов, Свешников - С.Смирнов, С.Филиппов, Макарьевский - Станчик, Борисов, Плотников, А.Петров, М.Денисов «Сокольнический» КЛ: Евстафьев - Савин, Жичковский - Бункин, Скворцов, Горяинов - Багров, Мартынов, В.Ратов, Васильев, Воронин |                 |     |                     |                                                |

| 30 авг | «Замоскворецкий» КС | 3:0 | КФ «Сокольники» | Москва                             |
|        |                     |     |                 | Стадион: поле ЗКС Судья: Н.Ермаков |

| 30 авг | «Сокольнический» КЛ               | 3:0 | «Новогиреево» | Москва                             |
| | - Мартынов 57′ - В.Ратов - (пен.) |     |               | Стадион: поле СКС Судья: М.Алленов |
| «Сокольнический» КЛ: Евстафьев - Савин, Тяпкин - Бункин, Карпов, Горяинов - Багров, Мартынов, В.Ратов, С.Филиппов, Воронин · Новогиреево: Данилов - Н.Коротков, Воронцов - А.Бухтеев, А.Лаш ~65', Б.Чесноков - С.Архангельский, С.Бухтеев, В.Леонтьев, Канунников ~65', Залышкин |                                   |     |               |                                    |

| 13 сен | «Сокольнический» КЛ | 1:1 | КС «Орехово»    | Москва                           |
| | - 25′               |     | - 1:1′ - (пен.) | Стадион: поле СКС Судья: А.Шульц |
| «Сокольнический» КЛ: Евстафьев - Савин, Тяпкин - Бункин, Карпов, Горяинов - Багров, Мартынов, В.Ратов, С.Филиппов, Воронин КС «Орехово»: Матрин - Куликов, Кошкин - Смирнов, К.Андреев, А.Степанов - Перницкий, С.Андреев, МкДональд, Бейт, Л.Золкин |                     |     |                 |                                  |

| 13 сен | «Новогиреево» | 2:1 | КФ «Сокольники» | Новогиреево                        |
| | - 19′ - 29′   |     | - 2:1′ (пен.)   | Стадион: поле НСО Судья: Н.Ермаков |
| Новогиреево: Данилов - Н.Коротков, Воронцов - А.Бухтеев, В.Леонтьев, Б.Чесноков - С.Архангельский, С.Бухтеев, С.Пономарев, Канунников, Залышкин КФ «Сокольники»: Фаресов - Немиров, Свешников - С.Смирнов, С.Филиппов, Макарьевский - Станчик, Борисов, Плотников, А.Петров, М.Денисов |               |     |                 |                                    |

| 14 сен | КС «Орехово»         | 6:1 | «Новогиреево» | Орехово-Зуево                            |
| | - Кротов - МкДональд |     |               | Стадион: парк Морозовых Судья: С.Булычев |
| КС «Орехово»: Матрин - Куликов, Бейт - Жаворонков, К.Андреев , А.Степанов - Перницкий, С.Андреев, А.Кротов, МкДональд , Л.Золкин · Новогиреево: Кривцов - Н.Коротков, Воронцов - А.Бухтеев, В.Леонтьев, Б.Чесноков - С.Архангельский, С.Бухтеев, С.Пономарев, Канунников, Залышкин |                      |     |               |                                          |

| 14 сен | «Сокольнический» КЛ | 2:1 | «Замоскворецкий» КС | Москва            |
| |                     |     |                     | Стадион: поле СКС |
| «Сокольнический» КЛ: Евстафьев - Савин, Тяпкин - Бункин, Карпов, Горяинов - Багров, Мартынов, В.Ратов, С.Филиппов, Воронин «Замоскворецкий» КС: В.Лапшин - Орлов, С.Сысоев - М.Романов, Н.Никитин, П.Лавров - К.Васильев, К.Блинков, Житарев, Алексеев, С.Романов |                     |     |                     |                   |

| 20 сен | КФ «Сокольники»        | 2:0 | КС «Орехово» | Орехово-Зуево                            |
| | - А.Акимов 1:0′ (авт.) |     |              | Стадион: парк Морозовых Судья: Н.Ермаков |
| КФ «Сокольники»: Фаресов - Немиров, Свешников - С.Смирнов, С.Филиппов, Сумеркин - Станчик, Борисов, А.Филиппов, А.Петров, М.Денисов КС «Орехово»: Матрин - Куликов, Кошкин - А.Акимов, К.Андреев, А.Степанов - Перницкий, С.Андреев, МкДональд, С.Агапов, Л.Золкин |                        |     |              |                                          |

| 20 сен | «Новогиреево»                                      | 4:2 | «Замоскворецкий» КС  | Москва                              |
| | - Канунников 22′ ~65′ - Залышкин 55′ - Яковлев 78′ |     | - 12′ - 38′ Алексеев | Стадион: поле ЗКС Судья: И.Керцелли |
| Новогиреево: И.Чесноков - Н.Коротков, Воронцов - А.Бухтеев, В.Леонтьев, Б.Чесноков - С.Архангельский, С.Бухтеев, Яковлев, Канунников, Залышкин «Замоскворецкий» КС: Шубин - Эйдж, С.Сысоев - М.Романов, Н.Никитин, П.Лавров - К.Васильев, К.Блинков, Гловадский, Алексеев, С.Романов |                                                    |     |                      |                                     |

### Потуровая таблица[17]
| № тура / Команда    | 1             | 2 | 3 | 4 | 5 | 6 | 7 | 8 | 9 | 10 |   |
| ------------------- | ------------- | - | - | - | - | - | - | - | - | -- | - |
| № тура / Команда    | «Новогиреево» | 1 | 3 | 2 | 1 | 1 | 1 | 2 | 1 | 3  | 1 |
| КС «Орехово»        | 5             | 2 | 1 | 2 | 2 | 3 | 4 | 3 | 1 | 2  |   |
| «Сокольнический» КЛ | 2             | 4 | 4 | 4 | 4 | 5 | 5 | 4 | 2 | 3  |   |
| КФ «Сокольники»     | 3             | 1 | 3 | 3 | 3 | 2 | 3 | 5 | 5 | 4  |   |
| «Замоскворецкий» КС | 4             | 5 | 5 | 5 | 5 | 4 | 1 | 2 | 4 | 5  |   |

### Матч «Чемпион — Сборная»
Традиционный матч был проведен 1 октября после завершения первенства; в перерыве между таймами победителям был вручен кубок.
| 1 окт | «Новогиреево»                      | 3:0 | Москва | Москва                                              |
| | - Яковлев 55′ - Канунников 60′ 70′ |     |        | Стадион: поле ЗКС Зрителей: ~1 000 Судья: С.Булычев |
| Новогиреево: И.Чесноков - Н.Коротков, Воронцов - А.Бухтеев, В.Леонтьев, Б.Чесноков - С.Архангельский, С.Бухтеев, Яковлев, Канунников, Залышкин Москва: Евстафьев - С.Сысоев, Тяпкин - Бункин, С.Филиппов, А.Степанов - М.Денисов, С.Андреев, В.Ратов, МкДональд, Л.Золкин |                                    |     |        |                                                     |

## Матч с чемпионом Санкт-Петербурга
Весной 1916 года Москву посетил клуб «Меркур» — действующий чемпион Петроградской футбольной лиги (представленный, правда, не в сильнейшем составе — отсутствовали несколько основных игроков, в том числе сильнейший форвард Дмитрий Киселев). В игре «на встречных курсах» с практически равным по классу соперником новогиреевцы сумели, в отличие от футболистов «Меркура», удачно реализовать все созданные моменты и победить с разгромным счетом.
| 9 мая 1916 года | «Новогиреево»                                                                 | 6:1 | «Меркур»         | Москва                                               |
| | - С.Бухтеев 15′ (пен.) 23′ 57′ 77′ (пен.) - Канунников ~30′ - Б.Чесноков ~40′ |     | - 28′ М.Соловьев | Стадион: поле ЗКС Зрителей: ~4 000 Судья: И.Керцелли |
| Новогиреево: Н.Смирнов - Н.Коротков, Воронцов - А.Бухтеев, В.Леонтьев, Б.Чесноков - С.Архангельский, С.Бухтеев, Фигурновский, Канунников, Залышкин Меркур: Полежаев - Цветков, Клемин - Анчуков, Северов, В.Савельев - Юренинский, Г.Иванов, Самойлов, А.Капелькин, М.Соловьев |                                                                               |     |                  |                                                      |

|  |  |  |

## Галерея

### Команды
|  |  |  |  |

## Низшие уровни

#### Кубок Вашке (II команды класса «А»)
Победитель — «Замоскворецкий» КС — II
2. «Сокольнический» КЛ — II 3. КФ «Сокольники» — II 4. «Новогиреево» — II

#### Кубок Миндера (III команды класса «А»)
Победитель — «Новогиреево» — III
2. «Замоскворецкий» КС — III 3. КФ «Сокольники» — III 4. «Сокольнический» КЛ — III

### Кубок Мусси (класс «Б»)
Победитель — «Чухлинка-Шереметьевский» КС (получил право на будущий сезон выступать в классе «А»)
2. «Физическое воспитание» 3. ОЛЛС 4. «Унион» 5. МКЛ
Хотя ещё до начала первенства было решено, что победитель класса «Б» получит повышение без проведения переходного стыкового матча с командой, занявшей последнее место в классе «А» (поскольку таковой командой являлся отказавшийся до начала турнира МКЛС), все же указанный матч формально состоялся: ЗКС — ЧШКС — 3:2

#### Турнир для II команд класса «Б»
Победитель — «Унион» — II
2. ОЛЛС — II 3. «Физическое воспитание» — II 4. МКЛ — II 5. «Чухлинка-Шереметьевский» КС — II

#### Турнир для III команд класса «Б»
Победитель — МКЛ — III
2. ОЛЛС — III 3. «Унион» — III

### Категория членов соревнователей

#### Подгруппа 1
1. «Тарасовка» 2. Казанская лига 3. «Баулино» 4. «Владыкино» 5. «Орион»
В качестве своеобразного матча за «абсолютное» первенство «Тарасовка» встретилась с обладателем Кубка Фульда «Новогиреево» и неожиданно одержала победу 4:2.

#### Подгруппа 2
1. СК «Замоскворечье» 2. «Спарта» 3. «Мамонтовка» 4. РСК 5. «Царицино»

#### II команды
1. «Тарасовка» — II 2. «Мамонтовка» — II 3. «Спарта» — II 4. «Баулино» — II